# 棍平
棍平（こんぺい）とは、分銅鎖に分類されるもので捕具である。鎖長は3尺5寸。筒状の護拳部を備えており筒の中に鎖が通れるようになっている。右手に筒、左手に輪を持つことで鎖の長さを調節でき、振りだした分銅鎖で敵に打ちこむことができる。江戸時代には捕り物においても使われた他、暗器としても用いられた。